# Speymill Deutsche Immobilien Company
Die Speymill Deutsche Immobilien Company plc. (SDIC) ist ein Immobilienunternehmen mit über 26.000 Wohnungen. Sie ist ein Tochterunternehmen der britischen Speymill plc. 

## Geschichte
Die Speymill Deutsche Immobilien Company plc wurde am 1. März 2006 auf der Isle of Man gegründet. Es werden 170 Mio. Aktien für 170 Mio. Pfund ausgegeben. Inzwischen gibt es 337 Mio. Aktien.

## Vorstand
Vorsitzender der Geschäftsführung (CEO) ist Vincent Campbell. 

## Strategie
SDIC kauft vor allem kleine Wohnungsportfolios in deutschen Städten. Der Wohnungsbestand liegt vor allem in Berlin, Dresden, Leipzig, Köln und Frankfurt, sowie in Nord- und Westdeutschland.

## Auflösung
Im Dez. 2011 gerät die SDIC in Insolvenz. Ein Immobilien-Portfolio mit rund 3.000 Wohn- und 80 Gewerbeimmobilien vor allem in Berlin, wird als NOAH Portfolio an den britischen Investmentmanager Benson Elliot Capital Management und die deutsche Wertgrund Immobilien verkauft.
Das größere HAWK Portfolio mit über 22.000 Wohneinheiten soll an die Investmentgesellschaft Cerberus Capital Management verkauft werden. für 900 Mio. Euro verkauft werden.